# 백낙승 (1886년)
백낙승(白樂承, 일본식 이름: 白川樂承 시라카와 라쿠쇼, 1886년 6월 25일 ~ 1956년 10월 12일)는 일제강점기와 대한민국의 기업인이다. 비디오 아트 예술가 백남준의 아버지이다. 본관은 수원이다.

## 생애
일제 강점기의 대표적인 자본가 중 한 사람으로 꼽히는 포목상 백윤수의 막내아들로 한성부에서 태어났다. 1924년에 대창직물주식회사가 창설될 때 주주로 참여하고 취체역에 취임하면서 경영에 참여하기 시작했다. 이후 태창직물공업주식회사를 설립하여 인조견 직물을 생사하면서 직물 사업을 경영했다. 당시 백낙승은 일본의 니혼 대학과 메이지 대학에서 수학한 엘리트였다.
1930년대 말부터는 경영권을 이어받아 사업을 확장시켰고, 태평양 전쟁 기간에는 일본 관동군사령부헌병대와 교섭하여 태창직물의 제품을 만주로 밀수출하는 방식으로 큰 이득을 취했다. 이때는 일본의 대형 기업도 태창을 수출 창구로 통할 정도로 막강한 세력을 떨쳤다. 태창의 상표는 벚꽃 무늬에 '泰(태)'자를 넣은 것이었다.
섬유 사업으로 막대한 부를 모은 백낙승은 중일 전쟁 이후부터 일제에 적극 협력했다. 거액의 국방헌금은 물론 1938년과 1939년에 군용 비행기를 '애국기'라는 이름으로 헌납하기도 했다. 박흥식이 설립한 군수 기업 조선비행기공업주식회사에는 대주주로 참여했다.
광복 후에도 이승만에게 정치자금을 제공하는 정경유착을 계속해 국가 귀속 재산을 불하받는 등 여러 특혜를 통해 계속 성장했다. 친일 전력이 있던 백낙승은 여운형과 박헌영 계열에까지 손을 뻗치는 등 해방 정국에서 주도권을 잃지 않기 위해 노력했고, 1948년 반민족행위처벌법이 제정되었을 때는 이종형 등이 반공구국총궐기 국민대회를 열어 반민특위의 활동을 방해하는데 참여하기도 했다. 백낙승은 반민특위에 체포되었다가 곧 보석으로 풀려났다.
이후 주력 업종인 섬유업 외에도 기업을 계속 확장하여 태창공업주식회사, 해전직물공업주식회사, 조선기계주식회사, 태창직물주식회사 등의 사장을 맡으면서 최초의 '재벌'이라는 평가를 듣게 되었다. 승승장구하던 백낙승의 사업은 한국 전쟁 후 자유당 정권과의 지나친 유착으로 잦은 스캔들을 양산하다가 몰락했고, 1956년 정릉 경국사에서 사망하였다.

## 사후
2002년 발표된 친일파 708인 명단 중 군수산업 관련자 부문에 들어 있다. 2008년 민족문제연구소가 발표한 친일인명사전 수록예정자 명단 중에는 경제 부문에 포함되었으며 2009년 친일반민족행위진상규명위원회가 발표한 친일반민족행위 705인 명단에도 포함되었다.

## 가족관계
- 조부 : 경현(白擎鉉, 1841년 ~ ? )
  - 부 : 윤수(白潤洙, 1855년 ~ 1921년) 대창무역주식회사 설립자, 초대 사장
    - 형 : 낙원(白樂元, 1883년 ~ 1939년) 대창무역 2대사장
      - 조카 : 남정(1903년 ~ ? ), 남흥, 남희, 남숙, 남철, 남극

    - 형 : 낙중(白樂仲, 1889년 ~ ? ) 대창무역 3대사장
      - 조카 : 남훈, 남국, 남하

    - 형 : 낙삼(白樂三, 1892년 ~ ? ) 대창무역 중역
      - 조카 : 남웅(南雄, 1920년 ~ ), 흥순(興順, 1922년 ~ ), 영숙(英淑, 1924년 ~ ), 남진(南震, 1928년 ~ ), 남순(南淳, 1930년 ~ )

    - 본인 : 백낙승(白樂承) 1896년 ~ 1956년) 태창직물 2대 사장
      - 아들 : 남일(南一, 1925년 ~ ? ) 태창방직 3대 사장, 1962년 일본 귀화.
        - 손자 : 건(健, 1951년 ~ )

      - 아들 : 남헌
      - 딸 2명
      - 아들 : 남준(白南準, 1932년 ~ 2006년) 행위예술가, 비디오 아티스트

## 참고자료
- 백낙승(白樂承) - 한국학중앙연구원
- 이창훈 (2006년 5월 9일). “두 얼굴의 백남준 Ι - 백남준의 부친, 백낙승 이야기 ① - “백낙승은 명백한 반민족행위자였다””. 시사파일. 2008년 4월 13일에 확인함. |제목=에 지움 문자가 있음(위치 1) (도움말)[깨진 링크(과거 내용 찾기)]
- 이창훈 (2006년 5월 17일). “두 얼굴의 백남준 ΙΙ - 백남준의 부친, 백낙승 이야기 ② - 믿기지 않는 해방...‘최초의 재벌’로 재도약하다”. 시사파일. 2008년 4월 13일에 확인함. |제목=에 지움 문자가 있음(위치 1) (도움말)[깨진 링크(과거 내용 찾기)]